# Нехама Рівлін
Нехама Рівлін (івр. נֶחָמָה רִיבְלִין; (5 червня 1945 , Херут, Лев-га-Шаронd  — 4 червня 2019 , Петах-Тіква, Центральний округ ) — ізраїльський дослідник, секретар науки та перша леді Ізраїлю (2014—2019) Працювала в Єврейському університеті в Єрусалимі з 1967 по 2007 рік.

## Раннє життя та освіта
Нехама Рівлін народилася у мошаві Херут, Ізраїль. Її батьки, Менді та Дрора Кайла Шульман, які іммігрували з України, допомогли створити громаду. Її мати, яка іммігрувала з України, овдовіла, коли її чоловік помер у 45-річному віці від хвороби. Нехамі на той момент було п'ять років. Її мати тоді працювала на фермі, «з її садом, худобою та курами». «Я пам'ятаю, як вона наполегливо працювала і як левиця боролася за право обробляти землю, незважаючи на об'єктивні труднощі, пов'язані з вибором такого вимогливого способу життя. Вона ніколи не поринала в борги — чималий подвиг у кооперативному поселенні», — писав пізніше Рівлін.
Рівлін навчалася в місцевих школах і закінчив регіональну середню школу у Емек-Хефері. У 1964 році вступила до Єврейського університету в Єрусалимі, де здобула ступінь бакалавра ботаніки та зоології разом із дипломом викладача.

## Кар'єра
Рівлін почала працювати науковим співробітником Єврейського університету в 1967 році. Її початкова роль була на кафедрі зоології, а потім вона працювала у відділі генетики в кафедрі екології. Згодом працювала вченим секретарем в Інституті природничих наук університету. Рівлін вийшов на пенсію у 2007 році

## Політичні зв'язки

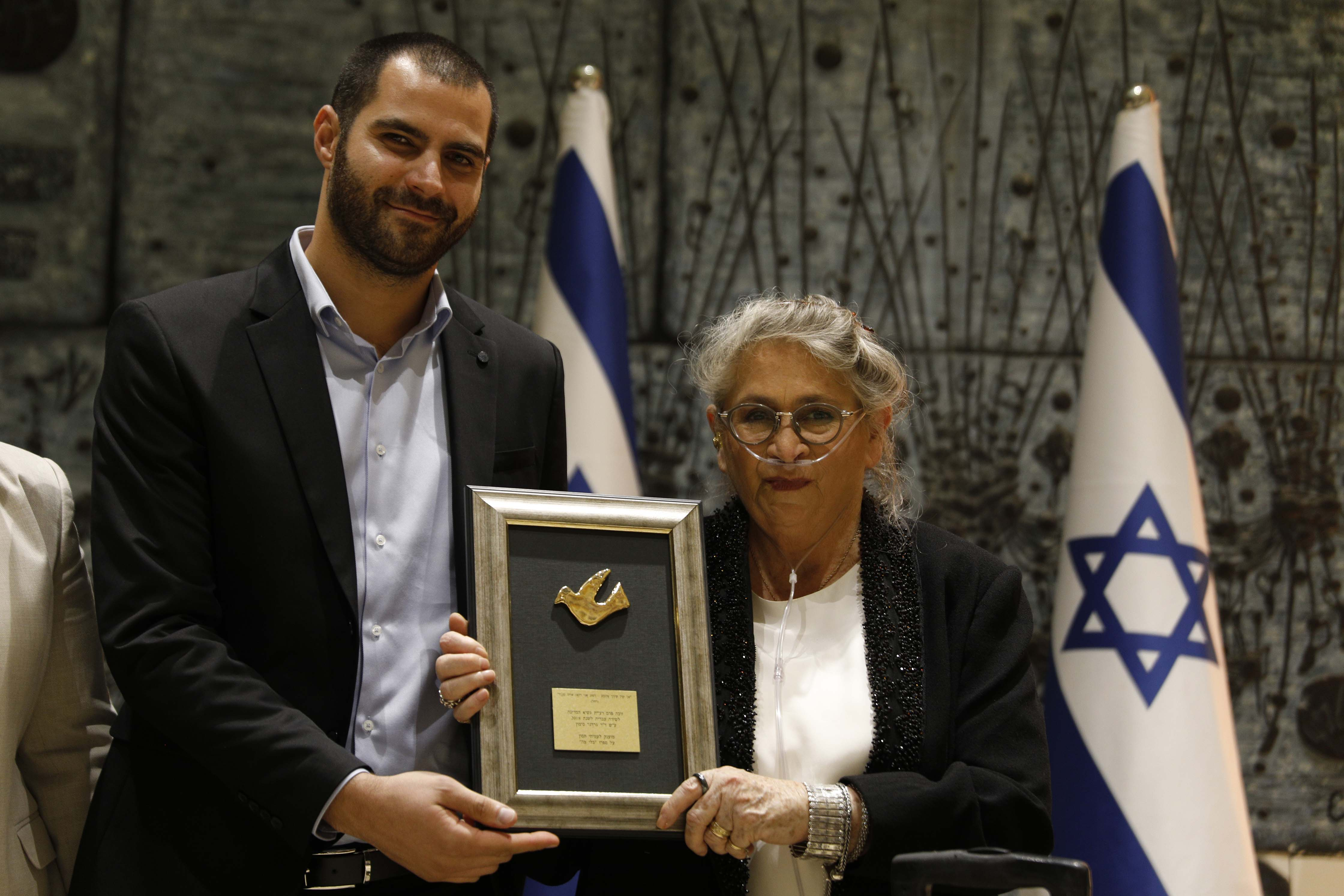
Нехама Рівлін вручає за 2018 рік Аміхаю Хасону за його книгу «Блі ма».

На посаді дружини президента Ізраїлю зосередилася на сферах, які їй найбільше знайомі завдяки своїй академічній роботі та родині. Однією з сфер уваги були природа та навколишнє середовище.
Нехама Рівлін також була прихильницею підтримки жінок і дітей. Відкриваючи свою першу велику ініціативу як Перша леді, вона привітала 200 активістів Акіма в резиденції Президента, щоб привернути увагу до потреб дітей із вадами розумового розвитку та виступити за їх підтримку. Ділившись посланням миру та толерантності, вона прийняла студентів та вчителів з Центру єврейсько-арабської освіти в Ізраїлі в резиденції президента після підпалу їхньої школи. Рівлін сказала, що насильство над дітьми є великою проблемою в суспільстві, і що Ізраїль повинен працювати над розслідуванням та подоланням жорстокого поводження з дітьми. «Ми повинні розірвати цю змову мовчання раз і назавжди», — сказала вона. У березні 2016 року вона приймала групу жінок, які публічно поділилися своїм досвідом сексуального та домашнього насильства. Рівлін сказала їм, що, розповідаючи свої історії, вони допомагатимуть іншим, які стикаються зі складними проблемами.
Рівлін приєдналася до чоловіка в міжнародних поїздках. Разом вони відвідали президента США Барака Обаму і першу леді Мішель Обаму в Білому домі на святкування Хануки в грудні 2015 року. Нехама і Реувен запалили менору, виготовлену в Ізраїлі дизайнером Зеєвом Рабаном .
У 2018 році Рівлін заснувала премію імені Саймона Ґарднера з поезії івритом. Першим лауреатом став Аміхай Хасон.

## Особисте життя і смерть
У 1970 році Нехама Рівлін зустріла Реувена Рівліна на вечірці. Вони одружилися в 1971 році, через рік після зустрічі. Це був його другий шлюб, і від першого шлюбу у нього народився син. Це був її перший шлюб. У пари народилося троє дітей Рівка, Анат і Ран. Сім'я проживала в Єфех-Ноф . Після виходу на пенсію в 2007 році вона стала шанувальником кіно, відвідувала театри та розвинула інтерес до садівництва та навколишнього середовища. Пізніше вона вивчала історію мистецтва.
Рівлін страждала від фіброзу легенів, інтерстиціального захворювання легень. Її регулярно бачили на публіці з портативним кисневим балонам. 11 березня 2019 року Рівлін пересадили одну з легень 19-річного Яіра Єхезкеля Халаблі, який загинув під час фридайвінгу. Вона померла 4 червня, за день до свого 74-го дня народження, у лікарні Бейлінсон у Петах-Тікві від ускладнень після пересадки. У неї залишилася сестра Веред.
Прощання з Нехамою Рівлін проходило в Єрусалимському театрі в середу, 5 червня 2019 року Серед промовців на її похороні були рабин Біньямін Лау та письменник Хаїм Беєр, а також її чоловік, президент Рівлін та діти. Співаки Рона Кенан та Alon Eder також виступали на похороні. Пізніше того ж дня Рівлін поховали на національному кладовищі гора Герцля в Єрусалимі.